# Chão de Giz
"Chão de Giz" é uma famosa canção do cantor brasileiro Zé Ramalho, gravada em 1978 em seu álbum de estreia solo Zé Ramalho.
Segundo dados divulgados pelo ECAD, que abrangeu o período de 2010 a 2014, essa foi a música mais tocada do artista neste período, e a 4ª entre as obras mais regravadas. Além disso, ela aparece na 10ª posição entre as "músicas mais tocadas ao vivo" no ano de 2014, segundo dados do mesmo órgão.
Em 1996, gravou o álbum ao vivo O Grande Encontro com Elba Ramalho e os famosos nomes da MPB Alceu Valença e Geraldo Azevedo. No mesmo ano, lançou o álbum Cidades e Lendas.
O sucesso de O Grande Encontro foi grande o suficiente pra que Zé Ramalho decidisse gravar uma nova versão de estúdio em 1997, desta vez sem Alceu Valença. O álbum vendeu mais de 300.000 cópias, recebendo os certificados ouro e platina.
Uma história confirmada por Zé Ramalho relata que a musica "Chão de Giz" retrata um relacionamento secreto que o artista manteve por muitos anos com uma dama da alta sociedade da cidade de João Pessoa, na Paraíba.
A paixão falida por uma mulher mais velha e casada com um homem influente e poderoso gerou uma das músicas mais marcantes na carreira do cantor e compositor da canção.

## Trilha sonora
A música esteve presente na trilha sonora da novela Cordel Encantado, de 2011, sendo tema de Petrus, personagem de Felipe Camargo.